# دیدومک

دیدومَک (نام علمی: Vanellus indicus یا Hoplopterus indicus) پرنده‌ای با منقار قرمز و پاهای زرد که از حشرات و سایر بی مهرگان تغذیه می‌کند و به صورت جفت جفت دیده می‌شود.
دیدومک پرنده‌ای پر سروصداست که در سکوت شب، صدایش حتی از فاصلهٔ یک کیلومتری هم شنیده می‌شود و حدود ۳۳ سانتیمتر طول دارد و همانند سایر آبچلیک سانان در حول و حوش آب‌ها به سر می‌برد.
هنگامیکه فرد انسانی به محل نشستن موقت پرنده نزدیک می‌شود شروع به با دور زدن مکرر به سر آدم و سروصدای زیاد می‌کند.در روستای بورکی از توابع شهرستان کازرون استان فارس به این پرنده تی تر مون و در زبان لری ممسنی به آن تی تَر مُشک می گویند در استان هرمزگان نیز این پرنده با نام تیتوبَک میشناسند.
== دیدومک در فرهنگ عامهٔ جنوب ایران ==ریشه بهبهانی لغت که نزدیک به گویش خوزی در زمان عیلامیان باستان است.با معنای دید ٱ مک دیدبان کوچک پرنده ای نگهبان است.زمانی که این پرنده شخصی ناآشنا را می بیند ، با صدای مشابه دیدمت تا کیلومتر ها اعلام ورود غریبه را میکند .
در فرهنگ عامهٔ مردم جنوب از جمله بستک پرنده أی نسبتاً شوم بوده‌است.
عده‌ای می‌گویند گذشتگان هر گاه شب‌ها صدای «دیدومک» را می‌شنیدند نشانه‌ای از نحسی و بدشگونی بود و باید مقداری آب بر روی زمین می‌ریختند و عده‌ای دیگر می‌گویند شنیدن صدای «دیدومک» (تی توک) در شب نشانه‌ای است از تولد نوزادی در حوالی. اما حالا که کسی این‌ها را باور ندارد. فقط هنگامی که به «دیدومک» نزدیک می‌شویم می‌توان صدای آن را برای هشدار به سایرین بشنویم یعنی نوعی اعلام وجود غریبه‌ای است در نزدیکی.
در تابستان‌هایی گرم، گاه شب‌هایی آنقدر شرجی می‌شود که قدرت نفس کشیدن را از انسان سلب می‌کند، و گاه آنقدر خشک با چاشنی تشباد که حتی شبها هم پوست را کباب می‌کند، ولی در هر دو حالت در تاریکی شب و از روی کپر و سجم صدای «دیدومک» را می‌شد از دریاچهٔ لمبیر ملکی و ساحل رودخانه مهران به وضوح شنیده شود. گهگاهی صدای تِ تی وَک آن‌ها را دقیقاً از بالای سر و با فاصله‌ای اندک در تاریکی شب احساس می‌شود کرد. شباهت نام این پرنده در فارسی و لهجه بستکی جالب است و ظاهراً هر دو از صدای آن الهام گرفته شده‌است، عده‌ای آن را «تِ تی وَک» و عده‌ای دیگر «دیی دو مَک» شنیده‌اند. پرنده‌ای بومی جنوب ایران و هرمزگان است، و به گویش محلی (بستکی) آن را «تِتیوَک» (Tetivak) گویند. به لهجه لری در مناطق کهگیلیویه به آن «تی تی قلندر» و در گویش جنوب استان بوشهر به آن «تی تو وَنگ» و در شهرستان دشتستان روستای زیارت و حومه ی آن این پرنده به نام تی تِ رون (تیترون)و در رامهرمز استان خوزستان به تی‌تمک (به ضمه در تا دوم و فتحه در میم) مشهور است.

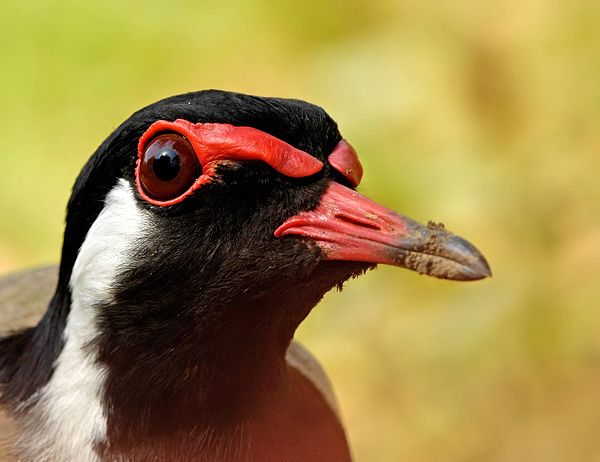
آویزکهای سرخ‌رنگ صورت دیدومک.

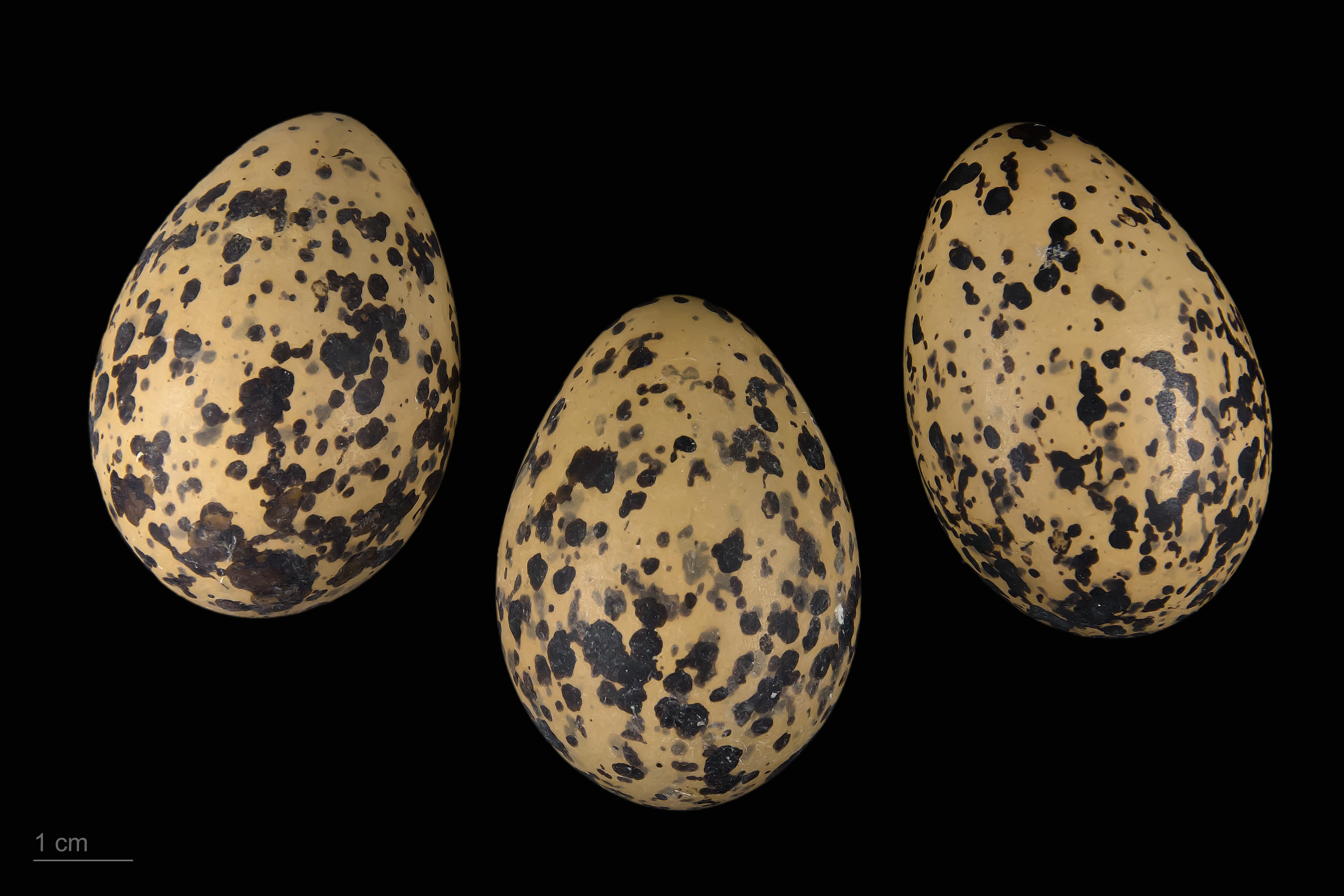
Vanellus indicus aigneri

## پانوشتها
1. ↑  تشباد: آتش باد، بادی سوزاننده، گرم و خشک است که در فصل تابستان در استان هرمزگان و استان‌های جنوبی می‌وزد.
2. ↑  کَپَر: کلبه‌ای است که از تنه و شاخهٔ درخت نخل و درختان بومی دیگر به منظور نشستن و استراحت بر آن و در زیر سایهٔ آن ساخته می‌شود.
3. ↑  سِجَم: همانند کپر ولی کوتاه‌تر از آن و در حدود یک متر است و فقط از سطح بالایی آن برای نشستن و خوابیدن استفاده می‌شود.